# میلواکی (پنسیلوانیا)
میلواکی (به انگلیسی: Milwaukee) یک منطقهٔ مسکونی در ایالات متحده آمریکا است که در شهرستان لاکاوانا، پنسیلوانیا واقع شده‌است. میلواکی ۲۸۴٫۹۹ متر بالاتر از سطح دریا واقع شده‌است.